# Галвестон (Индијана)
Галвестон (енгл. Galveston) град је у америчкој савезној држави Индијана.

## Демографија
По попису из 2010. године број становника је 1.311, што је 221 (-14,4%) становника мање него 2000. године.
| Група             | 2000.         | 2010.         |
| Белци             | 1.482 (96,7%) | 1.259 (96,0%) |
| Афроамериканци    | 5 (0,3%)      | 7 (0,5%)      |
| Азијати           | 5 (0,3%)      | 6 (0,5%)      |
| Хиспаноамериканци | 21 (1,4%)     | 21 (1,6%)     |
| Укупно            | 1.532         | 1.311         |